# Église Saint-Jean-Baptiste de Mérigon
L'église Saint-Jean-Baptiste de Mérigon est une église du XIVe siècle située sur la commune de Mérigon en Volvestre, dans le département de l'Ariège, en France.

## Description
C'est une église à simple nef avec clocher-mur renforcé doté de deux arcades avec cloches. Le monument aux morts de la commune est apposé à droite du porche.

## Localisation
Elle se trouve à 353 m d'altitude, au village, à proximité de la RD 627 dans le périmètre d'un site inscrit le 3 février 1944.

## Historique
L'église date du XIVe siècle modifiée durant la première moitié du XVIIIe siècle.
Elle fait l'objet d'une inscription partielle au titre des monuments historiques par arrêté du 17 avril 1950 pour son clocher-mur.

## Galerie

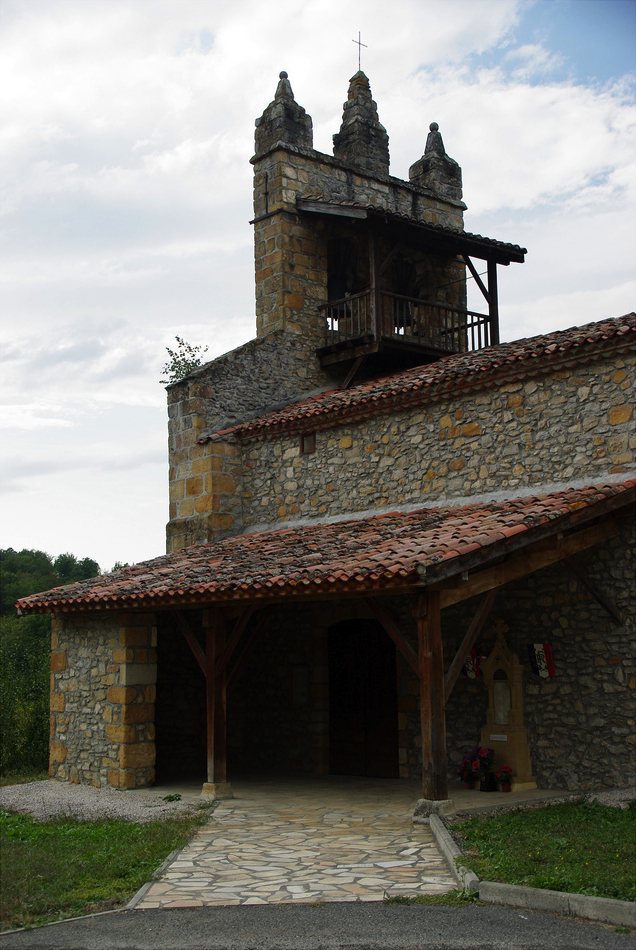

## Mobilier
La base Palissy inventorie et décrit neuf objets protégés dont les deux cloches et un tableau représentant Salomé recevant la tête de saint Jean-Baptiste.